# Decet patria nobis cariorem esse quam nosmetipsos
  Decet patria nobis cariorem esse quam nosmetipsos  лат. (изговор: децет патрија нобис кариорем есе квам носметипсос). Отаџбина треба да нам је дража од нас самих. (Цицерон) 

## Поријекло изреке
Изрекао римски државник и бесједник Цицерон (први вијек п. н. е.).

## Тумачење
Једна патриотска упута: „Отаџбина изнад свега“.